# Père-Lachaise

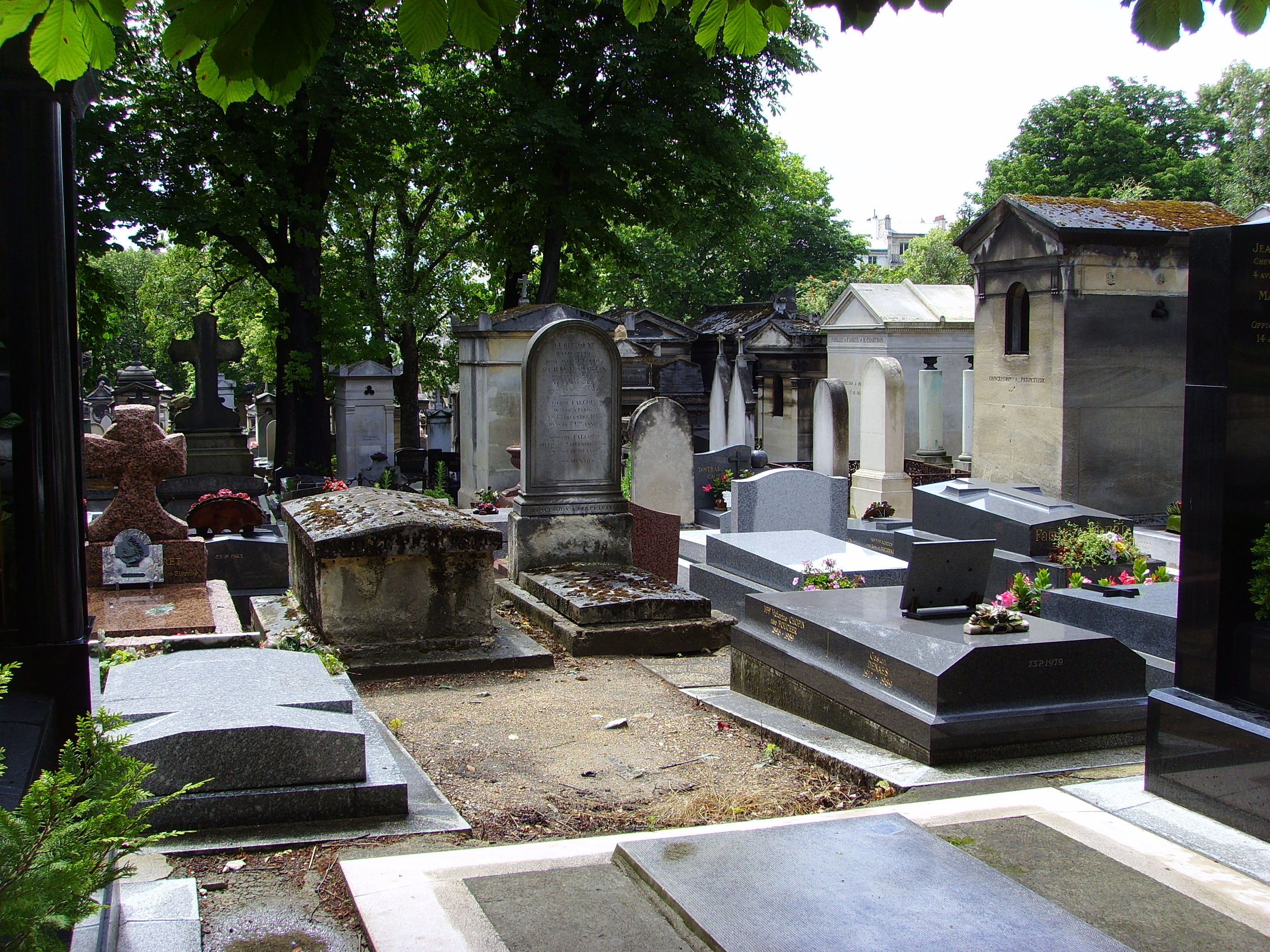
Widok ogólny cmentarza

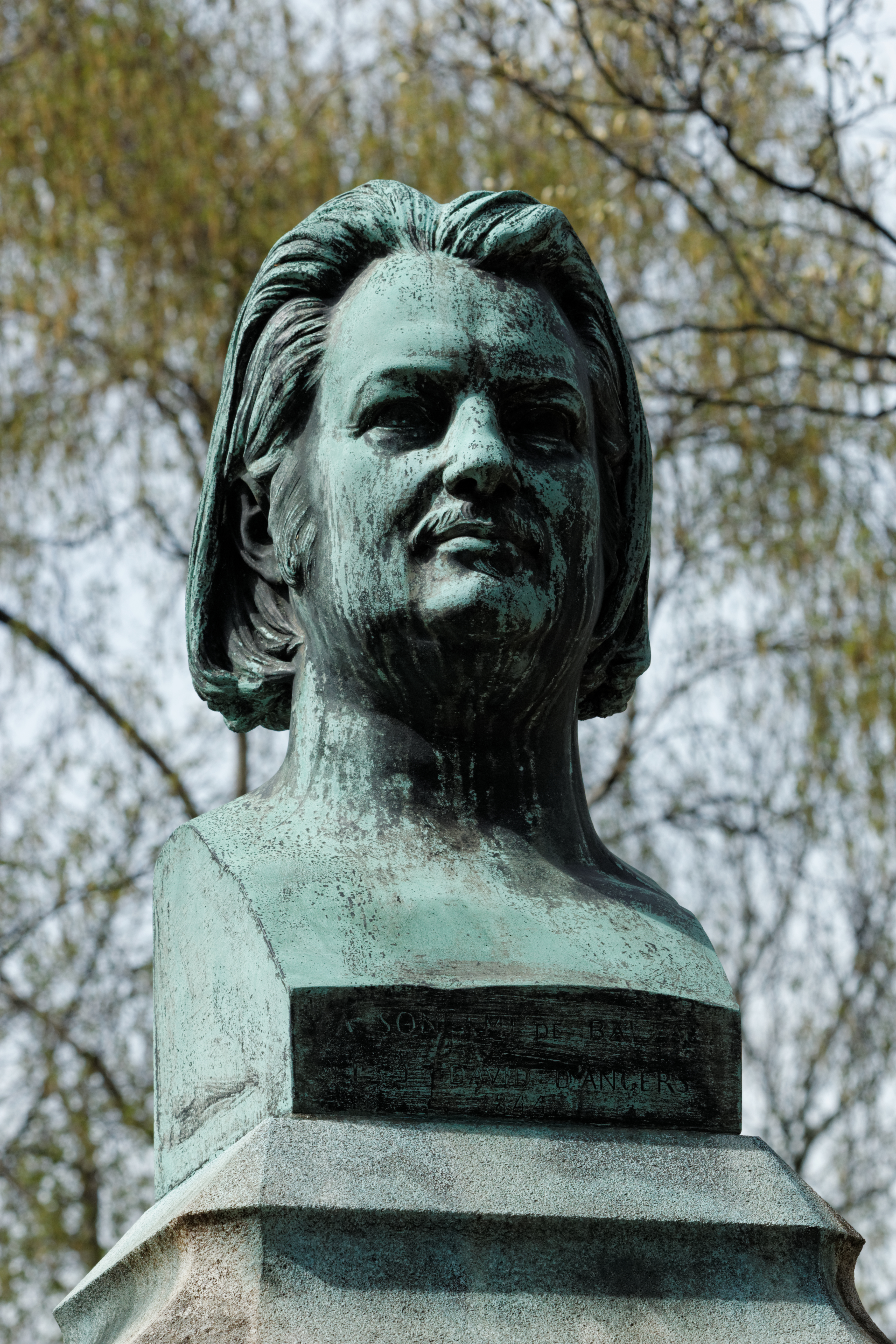
Grób Balzaca

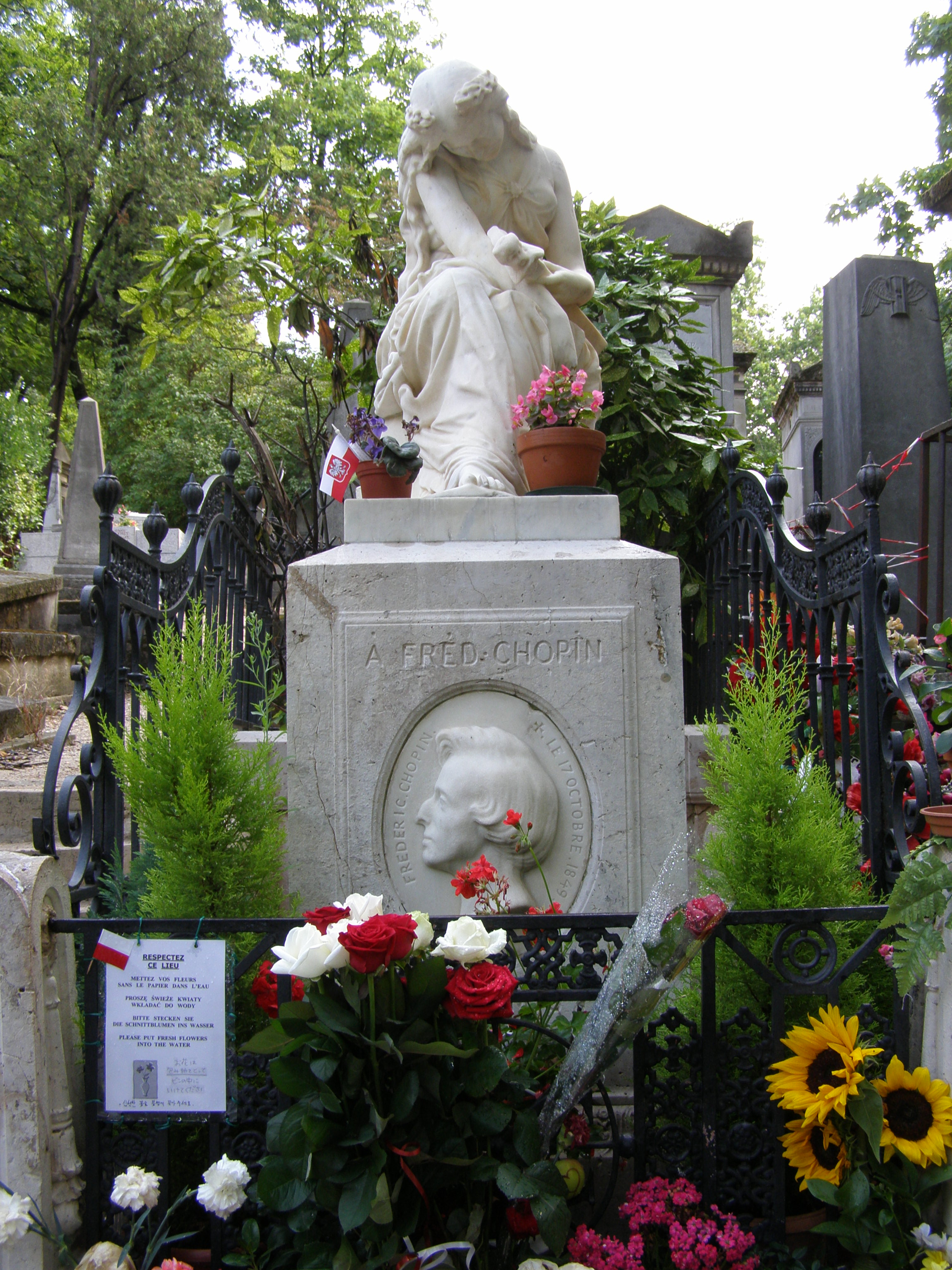
Grób Fryderyka Chopina

Père-Lachaise (fr. Cimetière du Père-Lachaise) – największy i najsławniejszy cmentarz paryski, założony w 1804 roku w ogrodach przylegających do willi Mont-Louis, podarowanej przez Ludwika XIV swojemu spowiednikowi, Père Lachaise (ojcu Lachaise), francuskiemu jezuicie, François de Lachaise.

## Pochowani na cmentarzu Père-Lachaise
- Piotr Abelard i Heloiza,
- Guillaume Apollinaire,
- Honoriusz Balzac z żoną Eweliną Hańską,
- Pierre Beaumarchais,
- Gilbert Bécaud,
- Charles de La Bédoyère
- Vincenzo Bellini[a],
- Sarah Bernhardt,
- Georges Bizet,
- Pierre Bourdieu,
- Henriette Caillaux,
- Joseph Caillaux,
- Maria Callas[b],
- Jean-François Champollion,
- Luigi Cherubini,
- Fryderyk Chopin,
- Jean-Baptiste Clément,
- Auguste Clésinger,
- Auguste Comte,
- Benjamin Constant,
- Jean Baptiste Camille Corot,
- Édouard Daladier,
- Eugène Delacroix,
- Dominique Vivant Denon,
- Paul Dukas,
- Claude Bernard,
- Isadora Duncan,
- Suzanne Eisendieck,
- Max Ernst,
- Rachel Félix,
- Joseph Louis Gay-Lussac,
- Théodore Géricault,
- Stéphane Grappelli,
- Georges-Eugène Haussmann,
- Jean-Auguste-Dominique Ingres,
- Claude Jade,
- Ferdinand de Lesseps,
- Nestor Machno,
- Marcel Marceau,
- André Masséna,
- Amedeo Modigliani i Jeanne Hébuterne,
- Molier (Jean Baptiste Poquelin),
- Gaspard Monge,
- Yves Montand z żoną Simone Signoret,

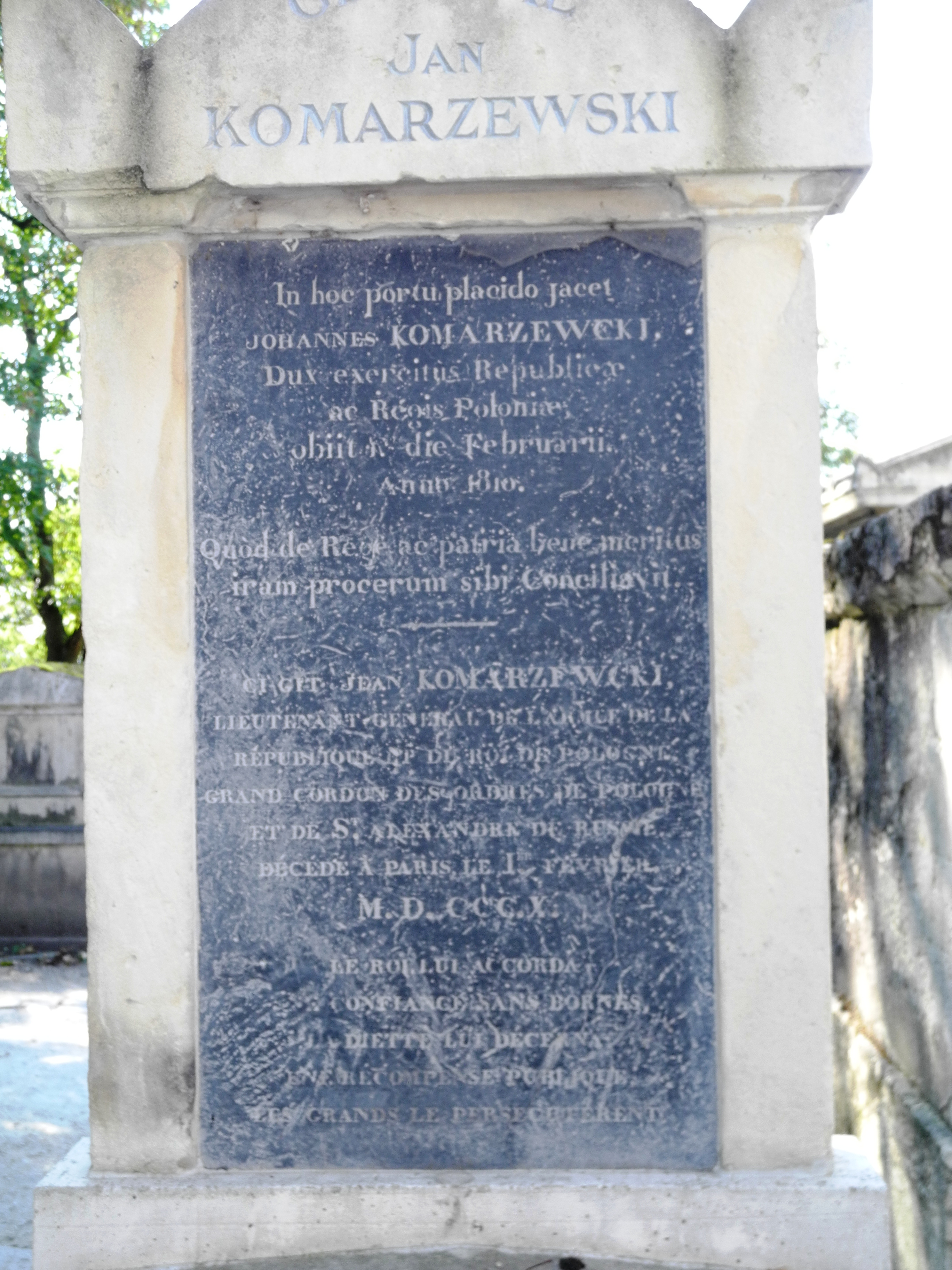
Grobowiec Jana Komarzewskiego na Cmentarzu Père-Lachaise. Zdjęcie Jerzego Szczepańskiego

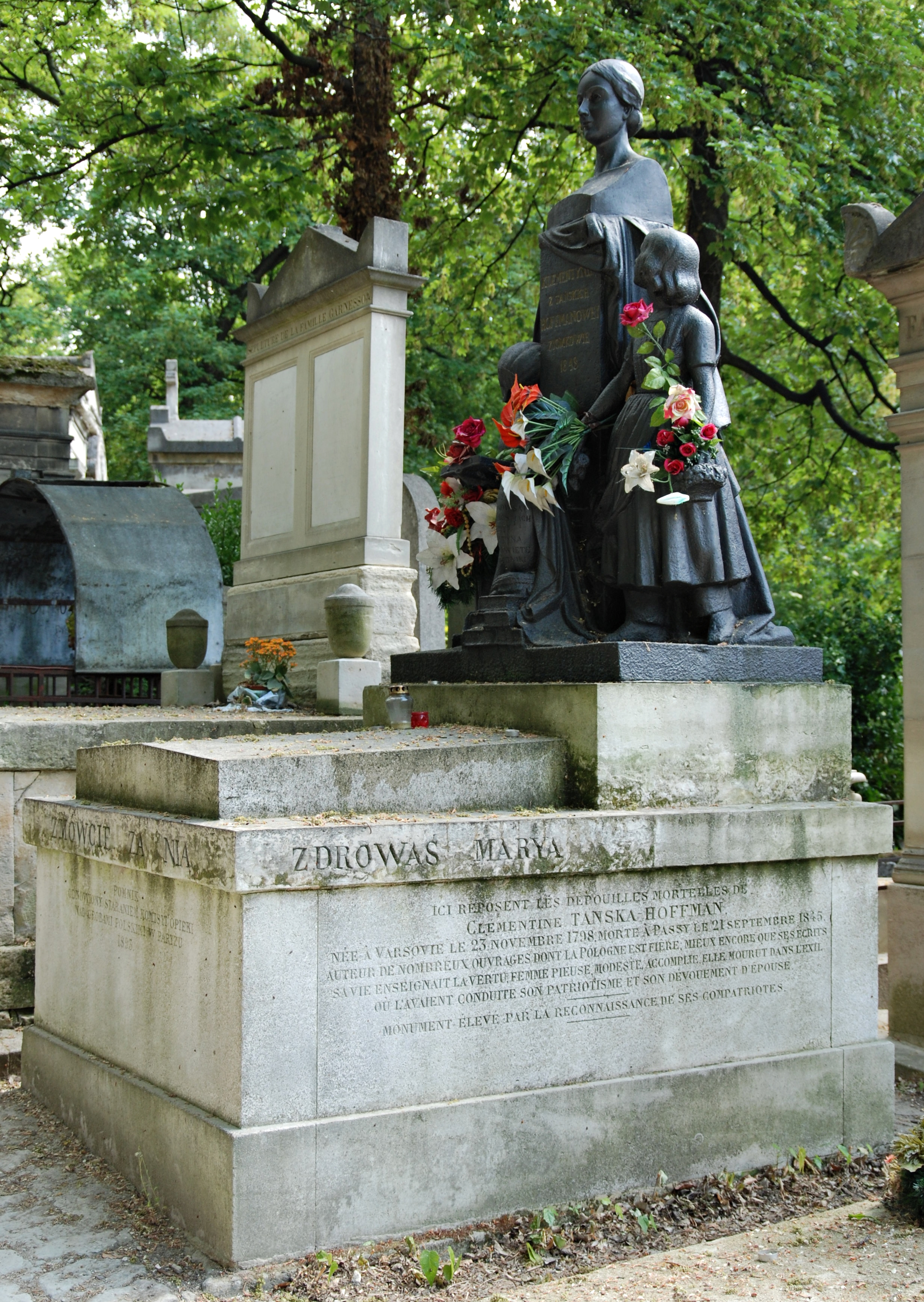
Grobowiec Klementyny Hoffmanowej

- Jim Morrison,
- Alfred de Musset,
- Michel Ney,
- Édith Piaf,
- Camille Pissarro,
- Marcel Proust,
- Gioacchino Rossini,
- James Mayer Rothschild,
- Emmanuel-Joseph Sieyès,
- Louis Adolphe Thiers,
- Oscar Wilde,
- Yvette Guilbert,
- Richard Wright.

### Polacy pochowani na cmentarzu Père-Lachaise
Na cmentarzu znajduje się ponad 60 grobów Polaków oraz jeden grób zbiorowy. Na cmentarzu tym leżą m.in.:
- Jan Bartkowski – weteran powstania listopadowego, pamiętnikarz,
- Fryderyk Chopin – kompozytor i pianista,
- Jarosław Dąbrowski – działacz niepodległościowy, generał i wódz naczelny wojsk Komuny Paryskiej,
- Józef Gałęzowski – członek Rządu Narodowego w powstaniu styczniowym, prezes Muzeum Polskiego w Rapperswilu,
- Stanisław Gawroński – polski generał Księstwa Warszawskiego i Królestwa Kongresowego, powstaniec listopadowy,
- Ewelina Hańska – szlachcianka, żona Honoré de Balzaca,
- Klementyna Hoffmanowa – prozaiczka, popularyzatorka, tłumaczka, wydawczyni,
- Jan Komarzewski – generał-lejtnant, szef kancelarii wojskowej króla Stanisława Augusta,
- Konstanty Linowski – pułkownik, przedstawiciel władz powstania listopadowego w Stambule,
- August Okołowicz – generał, jeden z dowódców Komuny Paryskiej,
- Teodor Morawski – polityk, uczestnik powstania listopadowego, wydawca,
- Ludwik Nabielak – belwederczyk, działacz polityczny, poeta, krytyk literacki, historyk, inżynier górnictwa,
- Bonawentura Niemojowski – prawnik i polityk, prezes Rządu Narodowego w czasie powstania listopadowego,
- Adam Prażmowski – pierwszy polski astrofizyk, najwybitniejszy polski astronom XIX wieku,
- Adolf Rozwadowski – działacz niepodległościowy, powstaniec listopadowy,
- Kazimierz Skarżyński – generał brygady powstania listopadowego,
- Ludwik Stomma – antropolog kultury, publicysta,
- Tadeusz Tyszkiewicz – generał brygady armii Księstwa Warszawskiego (w 1939 roku trumnę z prochami przewieziono do Polski),
- Maria Walewska (na cmentarzu znajduje się serce hrabiny) – kochanka cesarza Napoleona Bonapartego,
- Walery Antoni Wróblewski – działacz rewolucyjno-demokratyczny, dowódca w powstaniu styczniowym, generał Komuny Paryskiej,
- Józef Wysocki – generał Wojska Polskiego, uczestnik polskich powstań narodowych i powstania węgierskiego 1848–1849, w mogile zbiorowej,
- Miłosz Magin – polski kompozytor, od 1960 przebywał na stałe we Francji.

Ponadto znani Francuzi pochodzenia polskiego, jak: Aleksander Walewski, Ludwik Wołowski, czy Jean Albert comte de Pawenza Woroniez.

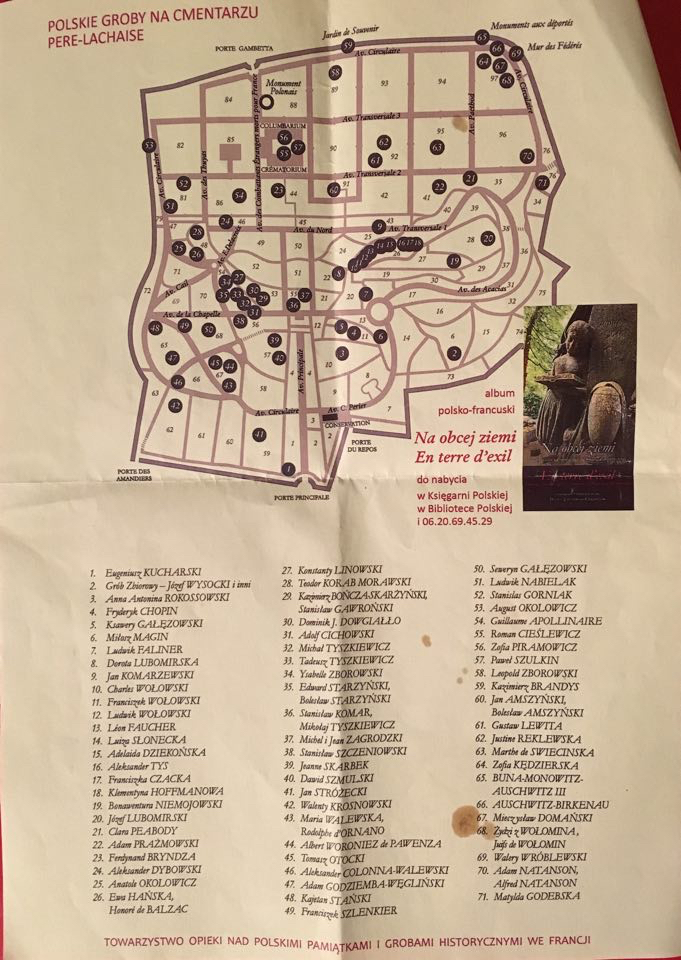
Mapa polskich grobow na cmentarzu Père-Lachaise

Większość polskich grobów na Cmentarzu Pere-Lachaise już nie istnieje.
Na Cmentarzu Père-Lachaise spoczywają także ci, którzy zmarli przed otwarciem cmentarza: Jean de La Fontaine i Molier, ich prochy kazał tu przenieść Napoleon Bonaparte w celu swego rodzaju "promocji" cmentarza. Do najstarszych zidentyfikowanych grobów należą: Piotra Abelarda i jego ukochanej Heloizy (XII wiek) przeniesione w 1817 roku. Ściana Komunardów (północno-wschodnia część cmentarza) upamiętnia 147 rozstrzelanych uczestników Komuny Paryskiej.
Na cmentarzu leży obecnie ok. miliona osób, a na jego powierzchni znajduje się około 100 tysięcy grobów, w tym prochy wielu Polaków.